# Circuit international de Losail
Le circuit international de Losail (en arabe : حلبة لوسيل للسباقات) est un circuit permanent de sports mécaniques situé juste en dehors de Doha, dans la ville nouvelle de Losail dans le golfe Persique au Qatar.
Le circuit fait 5,380 km de longueur, avec une ligne droite principale d'un peu plus d'un kilomètre de long (1 068 mètres). Construit en un peu moins d'un an pour un coût d'environ 58 millions de dollars, il est entouré de gazon artificiel pour tenter d'empêcher le sable d'envahir la piste. La course inaugurale, en 2004 à l'occasion de la première édition du Grand Prix moto du Qatar, est remportée par Sete Gibernau.
De 2005 à 2019, une épreuve du championnat du monde de Superbike s'y déroule.
En 2006, le circuit a accueilli le Grand Prix Masters du Qatar réservé aux anciens pilotes de Formule 1 ; il est remporté par Nigel Mansell. 
En 2007, un système d'éclairage permanent est ajouté pour les courses de nuit. L'éclairage du circuit de Losail par Musco Lighting en fait le plus grand site permanent sportif éclairé du monde. La première course de nuit de l'histoire de la MotoGP eut lieu en 2008.
En février 2009, une épreuve de la GP2 Asia Series 2008-2009 s'y déroule de nuit. Le meilleur temps des qualifications a été établi par Nico Hülkenberg, qui remporte aussi la course devant Sergio Pérez.
En 2021, il est le théâtre du premier Grand Prix du Qatar organisé dans le cadre du championnat du monde de Formule 1.

## Résultats en championnat du monde de Formule 1
| Année | Vainqueur      | Écurie              | Résultats |
| ----- | -------------- | ------------------- | --------- |
| 2021  | Lewis Hamilton | Mercedes            | Résultats |
| 2022  | Non couru      | Non couru           | Non couru |
| 2023  | Max Verstappen | Red Bull-Honda RBPT | Résultats |
| 2024  | Max Verstappen | Red Bull-Honda RBPT | Résultats |

## Résultats en championnat du monde d'endurance
| Année | Vainqueurs                                  | Écurie                    | Résultats |
| ----- | ------------------------------------------- | ------------------------- | --------- |
| 2024  | Kévin Estre André Lotterer Laurens Vanthoor | Porsche Penske Motorsport | Résultats |
| 2025  | Antonio Fuoco Miguel Molina Nicklas Nielsen | Ferrari AF Corse          | Résultats |

## Meilleurs tours en course
Le record officiel du circuit actuel est de 1:22.384, établi par Lando Norris pour McLaren au Grand Prix automobile du Qatar 2024. En février 2025, les meilleurs tours en course sur le circuit international de Losail sont les suivants :
| Catégorie                                    | Temps                                        | Pilote                                       | Véhicule                                     | Épreuve                                       |
| Circuit Grand Prix : 5,419 km (2023–présent) | Circuit Grand Prix : 5,419 km (2023–présent) | Circuit Grand Prix : 5,419 km (2023–présent) | Circuit Grand Prix : 5,419 km (2023–présent) | Circuit Grand Prix : 5,419 km (2023–présent)  |
| -------------------------------------------- | -------------------------------------------- | -------------------------------------------- | -------------------------------------------- | --------------------------------------------- |
| Formule 1                                    | 1:22.384                                     | Lando Norris                                 | McLaren MCL38                                | Grand Prix automobile du Qatar 2024           |
| FIA Formule 2                                | 1:37.997                                     | Oliver Bearman                               | Dallara F2 2024                              | Grand Prix automobile du Qatar 2024           |
| LMDh                                         | 1:39.748                                     | Matt Campbell                                | Porsche 963                                  | 1 812 kilomètres du Qatar 2024                |
| LMH                                          | 1:41.259                                     | Alessandro Pier Guidi                        | Ferrari 499P                                 | 1 812 kilomètres du Qatar 2025                |
| Formule Régionale                            | 1:50.541                                     | Nikita Bedrin                                | Tatuus F3 T-318                              | Losail 2025 Formule Régionale du Moyen-Orient |
| MotoGP                                       | 1:52.561                                     | Marc Márquez                                 | Ducati Desmosedici GP25                      | Grand Prix moto du Qatar 2025                 |
| GT3                                          | 1:53.529                                     | Alessio Rovera                               | Ferrari 296 GT3                              | 1 812 kilomètres du Qatar 2024                |
| Formule 4                                    | 1:54.996                                     | Doriane Pin                                  | Tatuus F4-T421                               | Losail 2024 F1 Academy                        |
| Moto2                                        | 1:57.366                                     | Sam Lowes                                    | Kalex Moto2                                  | Grand Prix moto du Qatar 2023                 |
| Moto3                                        | 2:03.135                                     | Tatsuki Suzuki                               | Husqvarna FR250GP                            | Grand Prix moto du Qatar 2024                 |
| TCR Touring car                              | 2:19.449                                     | Abdulla Ali Alkhelaifi                       | Honda S2000                                  | 2024 1st Qatar Touring Car Championship round |

## Configurations du circuit
|                                         |
| Circuit Grand Prix originel (2004–2022) |

|                                   |
| Circuit Grand Prix (2023–présent) |